# 21361 Carsonmark
21361 Carsonmark è un asteroide della fascia principale. Scoperto nel 1997, presenta un'orbita caratterizzata da un semiasse maggiore pari a 2,4639763 UA e da un'eccentricità di 0,0930810, inclinata di 5,94400° rispetto all'eclittica.